# 斯金納峰
斯金納峰（英語：Skinner Peak）是南極洲的山峰，位於瑪麗伯德地，屬於霍利克山脈中俄亥俄山脈的一部分，海拔高度超過2,600米，由美國南極名稱諮詢委員命名，現時由南極條約體系管理。